# Linares (kommun i Colombia, Nariño, lat 1,40, long -77,54)
Linares är en kommun i Colombia.   Den ligger i departementet Nariño, i den sydvästra delen av landet, 500 km sydväst om huvudstaden Bogotá. Antalet invånare är 11 821.